# Kamienica przy ulicy Kurzy Targ 3 we Wrocławiu
Kamienica przy ulicy Kurzy Targ 3 – zabytkowa kamienica na ulicy Kurzy Targ we Wrocławiu.

## Historia i architektura kamienicy
Pierwszy budynek murowany został wzniesiony w późnym średniowieczu. Na początku XV wieku, do 1419 roku, właścicielem posesji był złotnik Mikołaj Krommendorf.        
Na przełomie XVI i XVII wieku dokonano przebudowy kamienicy, nadając jej czterokondygnacyjny kształt z dwukondygnacyjnym, stromym szczytem. Wnętrze kamienicy miało dwutraktowy układ: we frontowej stronie znajdowała się sień i schody, a w tylnym trakcie izba i przechód. Do tylnej, północnej części kamienicy dobudowana została oficyna. W późniejszych latach kamienica przeszła kolejną przebudowę: dodano trzeci takt, w którym umieszczono drewnianą klatkę schodową, dobudowano galerię łączącą dom z oficyną. W 1885 roku zmieniono witrynę sklepową. 
W 1916 roku wyburzono budynki stojące na podwórzu w obrębie parceli nr 2 i 3 oraz ich wnętrza, pozostawiając jedynie mury obwodowe. W ich wnętrzu, według projektu Conrada Anderscha, wzniesiono obiekt handlowo-usługowy.

## Po II wojnie światowej
Działania wojenne tylko nieznacznie uszkodziły budynek. Budynek został odrestaurowany, zachowując trzyosiową fasadę i prosty szczyt z romboidalnymi okienkami. Wokół okien zachowano późnorenesansowe boniowanie.